# Saints de glace
Ne doit pas être confondu avec Les Seins de glace.
 (mai 2019).
Les saints de glace sont une période climatologique située, selon les observations populaires européennes du Haut Moyen Âge, autour des dates des fêtes de saint Mamert, saint Pancrace et saint Servais, traditionnellement célébrées les 11, 12 et 13 mai de chaque année.
Ces saints sont invoqués par les agriculteurs et jardiniers pour anticiper l'effet d'une baisse de la température sur les cultures, qui pouvait être observée en cette période et qui provoquait le gel (phénomène de la lune rousse). Une fois cette période passée, le gel ne devait plus être craint.
Statistiquement, le gel survient très rarement lors des saints de glace, et les températures minimales lors de cette période sont contrastées d'une année sur l'autre. Par ailleurs, des gelées en plaine ne sont pas impossibles après les saints de glace. Bien que rarement vérifiée, la tradition millénaire a pris le pas, et certains jardiniers actuels attendent généralement la mi-mai pour planter en extérieur les plantes gélives (tomates, courgettes, etc.).

## Liste des saints de glace
Les trois principaux saints de glace sont :
- Saint Mamert, dont la fête dans l’Église catholique est célébrée le 11 mai. Archevêque de Vienne en Gaule, mort en 474, il a institué les jours des Rogations : trois jours de prières de demande liturgique contre les calamités, juste avant l’Ascension ;
- Saint Pancrace, dont la fête dans l’Église catholique est célébrée le 12 mai. Neveu de saint Denis martyr, il a été décapité en 304 à l'âge de 14 ans ; c'est le patron des enfants ;
- Saint Servais, dont la fête dans l’Église catholique est célébrée le 13 mai. Évêque de Tongres en Belgique, mort en 384, premier évêque attesté du Civitas Tungrorum. Saint Gervais est cité parfois par erreur en lieu et place de saint Servais, mais sa fête est célébrée le 19 juin dans l’Église catholique.

Quelques saints de glace
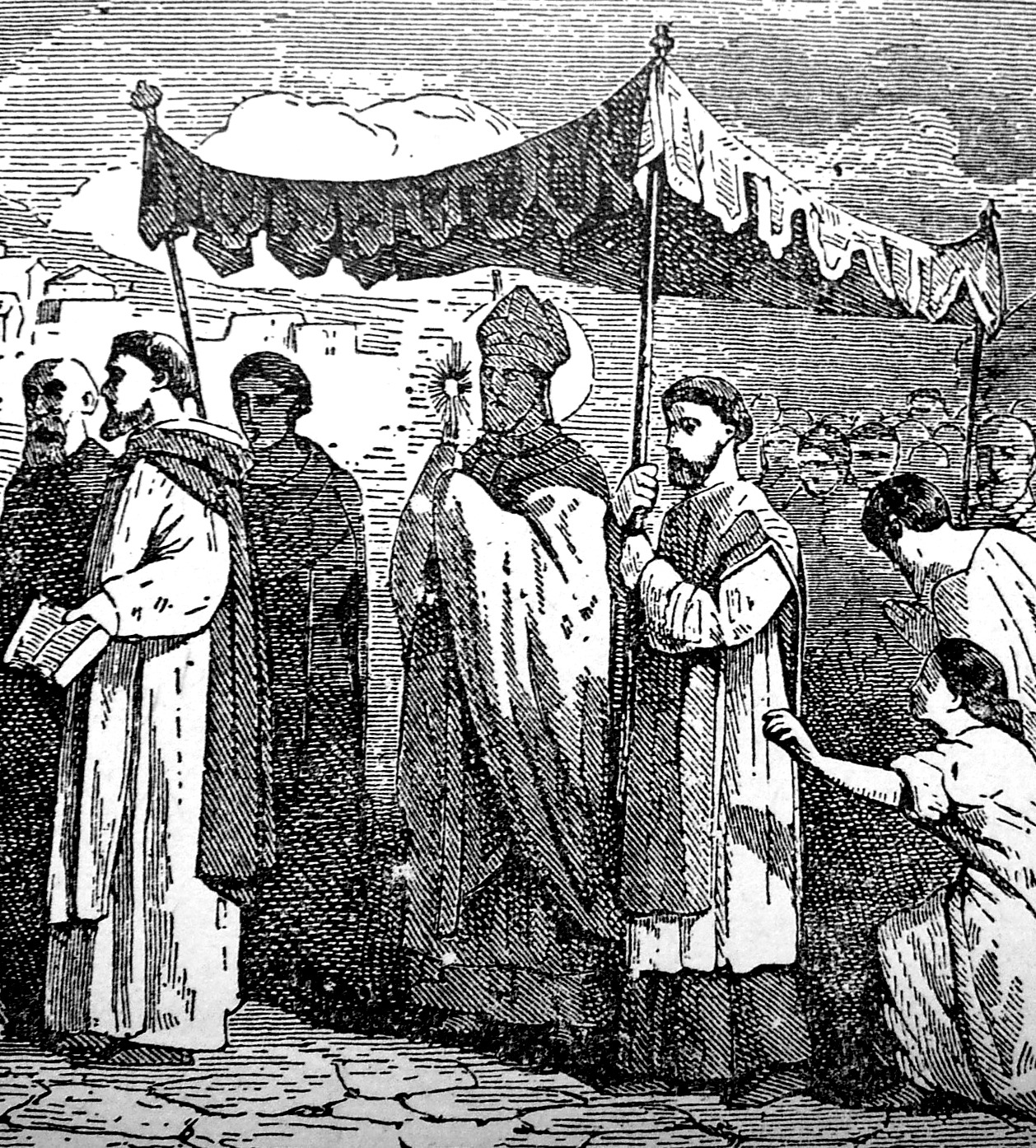
Saint Mamert.
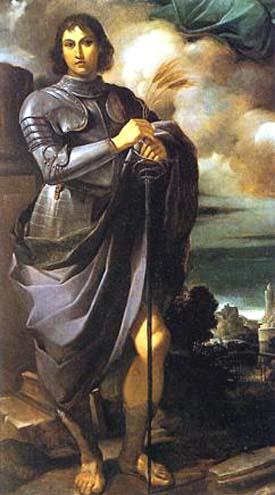
Saint Pancrace.
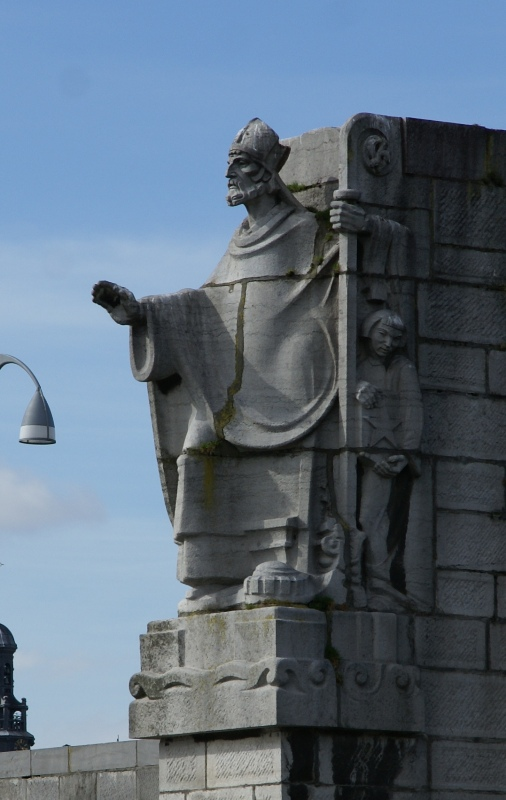
Saint Servais.
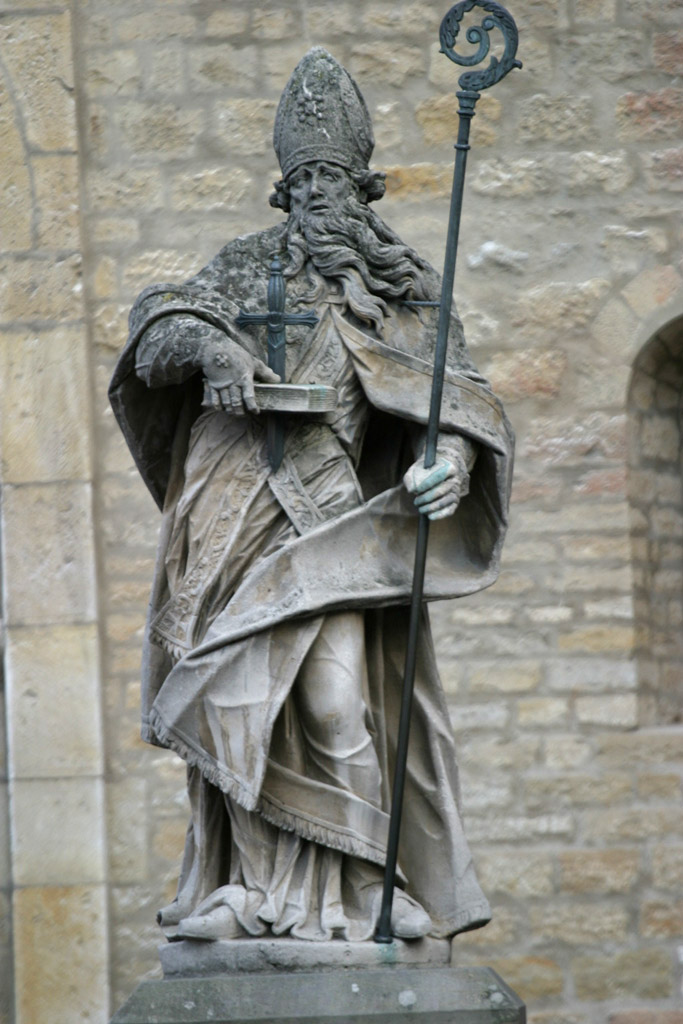
Saint Boniface.

À ces trois premiers saints, les régions plus froides (pour les zones les plus froides des Ardennes, de la Normandie intérieure, des Hauts-de-France, du Centre, de l'Allier, des gelées en plaine ont pu être observées jusqu'à début juin) ajoutent également :
- Saint Boniface (en) (Boniface le Régisseur ou de Tarse ou de Cilicie) (voir à Saint Boniface (homonymie)), traditionnellement célébré le 14 mai, cité dans le dicton : « Le bon saint Boniface entre en brisant la glace » (dans les régions méridionales, le premier des trois principaux saints de glace) ; il est à noter que dans les régions méridionales comme la Ligurie en Italie du Nord, souvent les saints de glace ne sont que trois, célébrés les 12, 13 et 14 mai[4] : San Pancrazio (saint Pancrace), San Servazio (saint Servais) et San Bonifazio (saint Boniface qui remplace saint Mamert) ;
- Sainte Sophie, martyre suppliciée à Rome vers 137, nommée Kalte Sophia (« la froide Sophie »), en Alsace, en Moselle et en Allemagne, où elle est célébrée le 15 mai, et où les Eisheilige (les saints de glace) sont au nombre de cinq, fêtés du 11 au 15 mai inclus ;
- Saint Yves, célébré le 19 mai, considéré comme le dernier saint de glace en Bretagne, cité dans le dicton : « Craignez le petit Yvonnet. C'est le pire de tous quand il s'y met » ;
- Saint Bernardin, célébré le 20 mai, cité dans le dicton : « S’il gèle à la Saint-Bernardin, adieu le vin »[5] ;
- Saint Urbain, autrefois célébré le 25 mai.

La plupart des calendriers civils mentionnent les prénoms d'autres saints à célébrer ou à invoquer les 11, 12 et 13 mai : Estelle, Achille et Rolande, parmi des dizaines de saints différents qui ont leur fête chaque jour : il s'agit d'une part d'un choix d'actualisation par élimination des prénoms devenus désuets au profit de noms plus fréquemment enregistrés à l'état civil (les trois saints Estelle, Achille et Rolande correspondent à des prénoms populaires dans les années 1960). D'autre part, il s'agit de différences interculturelles entre l'Église et l'État : à titre d'exemple, on se souviendra de ce que la période de l'Ascension correspond à la période romaine des Robigalia, les Rogations, période déterminante pour obtenir de bonnes récoltes, donc accompagnées de cérémonies cultuelles. Après le concile Vatican II, pour tenir compte des saisons, la conférence épiscopale de chaque pays devait fixer la date des Rogations pour ses propres besoins. Celle des évêques de France ne l'a jamais fait. C'est pourquoi les fêtes des campagnes sont tombées en désuétude à partir des années 1965, dont les Rogations, en revanche toujours fêtées en Allemagne sous le nom de Maifeste ou Maibräuche.

## Signification
Plutôt qu'une période de refroidissement, les saints de glace sont la dernière période de l'année où le refroidissement nocturne (souvent par nuit de rayonnement avec un ciel clair) est suffisant pour générer des gelées en plaine (ce qui est plus tardif en altitude).
Les saints de glace doivent se comprendre comme la dernière période où des gelées peuvent se produire, si les circonstances s'y prêtent, et non comme la période de l'année favorable aux situations donnant lieu aux dernières gelées. La date des gelées les plus tardives, si elles arrivent, ne dépasse généralement pas cette période en plaine.

## Saints cavaliers
Dans les régions plus méridionales, les dernières gelées printanières ont lieu en avril, d'où les dictons d'autres saints météorologiques appelés déjà par Rabelais « saints gresleurs, geleurs et gasteurs de bourgeons ».
Dans le Midi de la France, on invoque les « saints cavaliers » ou « saints chevaliers » : saint Georges (23 avril), saint Marc (25 avril), saint Eutrope (30 avril), saint Philippe ou fête de la Sainte Croix (3 mai) et saint Jean Porte latine (6 mai). Leurs noms ont des diminutifs en langue d'Oc : Jorget, Marquet, Tropet, Philippet, Crozet et Joanet. Le dicton « Marquet, Georget et Philippet sont trois casseurs de gobelets » signifie que la grêle ces jours-là est néfaste pour la vigne, donc aux gobelets de vin. Gobelets se rapporterait plutôt ici à une façon de tailler les pieds de vigne. À Béziers, on craint plus particulièrement saint Georges (23 avril), saint Marc (25 avril) et saint Aphrodise (28 avril). Un dicton concerne deux d'entre eux : « Saint Georges et saint Marc sont réputés saints grêleurs ou saints vendangeurs. » Dans les Landes, Marc, Vital (28 avril) et la Sainte Croix sont appelés « les trois marchands de vin » car leurs fêtes correspondent à une période critique pour la vigne. Dans le Gard, les quatre cavaliers (correspondant au dicton dialectal « Jorget, Marquet, Croset e Tropet son de maissants garçonets ») sont souvent confondus avec les saints de glace.
La période des saints cavaliers s'étend généralement du 23 avril au 6 mai, alors que la lune rousse se produit généralement du 5 avril au 6 mai.

## Décalage du calendrier
Le passage, en 1582, du calendrier julien au calendrier grégorien a provoqué un décalage de dix jours. Or, la légende des saints de glace remontant probablement au début du deuxième millénaire, voire à la fin du premier, les 11, 12 et 13 mai du calendrier julien correspondraient à une saisonnalité placée aux 21, 22 et 23 mai de notre calendrier grégorien. En France, lors du passage au calendrier grégorien, en se couchant le 9 décembre 1582 les gens se sont ensuite réveillés le 20 décembre.

## Croyances populaires et astronomie
Une explication populaire[réf. souhaitée] tente de justifier la tradition des saints de glace par un phénomène astronomique coïncidant à cette période de l'année soit les 12 et 13 mai. Les tenants de cette explication arguent du fait que l'orbite de la Terre serait amenée à traverser un nuage de poussières extrêmement diffuses dans le système solaire, nuage formé aussi bien par des « particules piégées » que par des « résidus provenant de la formation des planètes à l'aube de leur existence ». Pendant quelques heures, la poussière ferait très légèrement obstacle au rayonnement solaire. La diminution de l'intensité de celui-ci serait inobservable sans instruments de mesure extrêmement sensibles, mais suffisante pour influer sur les délicats mécanismes de la météorologie de notre globe. La Terre traverserait à nouveau un nuage de poussière six mois plus tard, le 11 novembre, avec l'effet inverse. Une diffusion du rayonnement solaire sur la Terre en plus du rayonnement direct entraînerait « l’été de la Saint-Denis » (9 octobre) ou « été de la Saint-Martin » (11 novembre), appelé aussi l'été indien sur le continent américain.
Cette explication est infirmée par le fait que les astronomes ne confirment l'existence d'aucun nuage de poussière de ce type sur la trajectoire de la Terre. De plus, s'il en existait un, il ne serait pas détectable, et ce même avec des instruments très sensibles. Seuls des miroirs de télescopes spatiaux (et les instruments de la station spatiale internationale) seraient pollués par ces poussières, ce qui n'est pas non plus le cas. Même le reliquat de queue d'une ancienne comète ayant autrefois croisé la trajectoire de la Terre serait insuffisant pour faire baisser la température de l'atmosphère. Cela invalide donc totalement cette supposition, de même que l'absence de pollution des miroirs des instruments spatiaux cités ci-dessus. Par ailleurs, une planète (en l'occurrence la Terre) ne pourrait pas traverser un tel nuage deux fois par an, à plus à six mois d'intervalle, avec des effets contraires de surcroît.
Enfin, un phénomène astronomique se produisant sur l'orbite terrestre serait un phénomène mondial, alors que les dictons (voir ci-après) ont une existence très locale.

## Explication météorologique
Le mois de mai correspond, dans les latitudes moyennes de l'hémisphère nord, notamment en Europe de l'Ouest (où les turbulences sont importantes en raison du courant de l'Atlantique Nord et des déplacements plus ou moins erratiques de l'anticyclone des Açores), à la fin de la circulation rapide des systèmes météorologiques d'hiver. Le passage de fronts froids, amenant de l'air du nord, se produit donc encore de temps à autre. Quand le ciel se dégage ensuite sous l'effet d'un anticyclone, la perte de chaleur est encore importante, surtout la nuit. Il est donc normal d'avoir des périodes froides à cette époque même si la tendance est à la hausse des températures.
Ce phénomène est à rapprocher de celui de la lune rousse.
Les archives de Météo-France entre 2006 et 2020 montrent que le gel aux saints de glace ne s'est produit que rarement.
Le sujet des saints de glace a tout de même quelque utilité pour les jardiniers et agriculteurs : cette seconde quinzaine de mai, où se produisent les dernières nuits froides de la fin d'hiver, reste un point de repère pour se rappeler quand se termine la période climatologique de gel.

## Dictons
La popularité de ces saints de glace est encore vivace, comme l’attestent les nombreux dictons qui leur sont consacrés.
- « Quand la Saint-Urbain est passée, le vigneron est rassuré. »[10],[Note 3]
- « Gelée le soir de Saint-Urbain, anéantit fruits, pain, vin. »[11]
- « Le soleil de saint Urbain amène une année de grand bien. »[11],[12]
- « S'il pleut à la Saint-Urbain, c'est quarante jours de pluie en chemin. »[11]
- « Mamert, Pancrace, Servais sont les trois saints de Glace, mais Saint-Urbain les tient tous dans sa main. »[11]
- « Saint-Servais, Saint-Pancrace et Saint-Mamert font à trois un petit hiver. »[13]
- « Les trois Saints au sang de navet, Pancrace, Mamert et Servais, sont bien nommés les Saints de glace, Mamert, Servais et Pancrace. »[14]